# Julen Arellano
Julen Arellano Sandua (* 8. Januar 1997 in Tudela) ist ein spanischer Fußballspieler. Seit 2015 spielt er für Athletic Bilbao B in der Segunda División B.

## Karriere
Arellano begann seine Karriere beim CA Osasuna. 2011 wechselte er zum FC Barcelona, wo er sich bis zur höchsten Juniorenmannschaft hochspielte. 2015 wechselte er zu Athletic Bilbao. Sein Debüt für die Zweitligamannschaft gab er am 14. Spieltag 2015/16 gegen die UD Almería.